# Весовая функция
Весовая функция — математическая конструкция, используемая при проведении суммирования, интегрирования или усреднения с целью придания некоторым элементам большего веса в результирующем значении по сравнению с другими элементами. Задача часто возникает в статистике и математическом анализе, тесно связана с теорией меры. Весовые функции могут быть использованы как для дискретных, так и для непрерывных величин.

## Дискретные весовые функции

### Общие определения
Дискретная весовая функция {\displaystyle w:A\to {\mathbb {R} }^{+}} — положительная функция, определенная на дискретном множестве значений {\displaystyle A}, которое обычно конечно или счётно. Весовая функция {\displaystyle w(a):=1} соответствует невзвешенной ситуации, когда все элементы множества имеют равные веса. Если функция {\displaystyle f:A\to {\mathbb {R} }} определена на области вещественных чисел, то невзвешенная сумма {\displaystyle f} на {\displaystyle A} определяется как
{\displaystyle \sum _{a\in A}f(a)};
в отличие от взвешенной суммы {\displaystyle w:A\to {\mathbb {R} }^{+}}, определяемой как
{\displaystyle \sum _{a\in A}f(a)w(a)}.
Одни из наиболее распространенных приложений взвешенных сумм — численное интегрирование и цифровая фильтрация.
Если B — конечное подмножество множества A, классическая мощность множества |B| может быть заменена на взвешенную мощность
{\displaystyle \sum _{a\in B}w(a).}
Если A — конечное непустое множество, можно ввести аналог среднего арифметического
{\displaystyle {\frac {1}{|A|}}\sum _{a\in A}f(a)}
в виде взвешенного среднего арифметического
{\displaystyle {\frac {\sum _{a\in A}f(a)w(a)}{\sum _{a\in A}w(a)}}.}
В задачах многокритериальной оптимизации для перехода от множества частных значений критериев качества к единому интегральному критерию (например, стоимостному) также применяется взвешенное суммирование. Иногда , если диапазоны значений частных показателей качества существенно различаются (на несколько порядков), перед нахождением численного значения интегрального критерия {\displaystyle J} частные показатели качества {\displaystyle x_{i}} нормируются (диапазон изменения {\displaystyle [\min {x_{i}},\max {x_{i}}]} каждого из них приводится к отрезку {\displaystyle [0,1]}): {\displaystyle x_{i}'={\frac {x_{i}-\min {x_{i}}}{\max {x_{i}}-\min {x_{i}}}}}, а интегральный критерий рассчитывается как {\displaystyle J=\sum _{i=1}^{n}{x_{i}'w_{i}}}, чем достигается одинаковое влияние частных критериев на результат при сопоставимых значениях весовых коэффициентов {\displaystyle w_{1},\ldots ,w_{n}}.

### Статистика
Взвешенное среднее часто используется в статистике для компенсации предвзятости (англ. Bias). Для истинного значения {\displaystyle f}, измеренного как {\displaystyle f_{i}} несколько раз независимо друг от друга с дисперсиями {\displaystyle \sigma _{i}^{2}}, наилучшее приближение получается путём усреднения всех результатов измерений с весами {\displaystyle w_{i}={\frac {1}{\sigma _{i}^{2}}}}: результирующая дисперсия оказывается меньше каждого независимого измерения {\displaystyle \sigma ^{2}=1/\sum w_{i}}. В методе максимального подобия разности взвешиваются аналогичными значениями {\displaystyle w_{i}}.

### Механика
Термин взвешенная функция возник из механики: если имеется {\displaystyle n} объектов с весами {\displaystyle w_{1},\ldots ,w_{n}} (термин вес в данном случае имеет физический смысл), расположенных в точках {\displaystyle {\boldsymbol {x}}_{1},\ldots ,{\boldsymbol {x}}_{n}} на рычаге, рычаг будет находиться в равновесии, если точка опоры будет расположена в центре масс
{\displaystyle {\frac {\sum _{i=1}^{n}w_{i}{\boldsymbol {x}}_{i}}{\sum _{i=1}^{n}w_{i}}}},
который можно интерпретировать как взвешенное среднее координат {\displaystyle {\boldsymbol {x}}_{i}}.

## Непрерывные весовые функции
В случае непрерывных величин вес — положительная мера {\displaystyle w(x)dx} в некотором домене {\displaystyle \Omega }, который обычно представляет собой подмножество Евклидова пространства {\displaystyle {\mathbb {R} }^{n}} на отрезке {\displaystyle [a,b]}. Здесь {\displaystyle dx} — мера Лебега, а {\displaystyle w:\Omega \to \mathbb {R} ^{+}} — неотрицательная функция. В данном контексте весовая функция {\displaystyle w(x)} часто употребляется в понятии плотности.

### Общие определения
Если {\displaystyle f:\Omega \to {\mathbb {R} }} — вещественнозначная функция, то невзвешенный интеграл
{\displaystyle \int _{\Omega }f(x)\ dx}
может быть дополнен взвешенным интегралом
{\displaystyle \int _{\Omega }f(x)w(x)\,dx}

### Взвешенный объём
Если E — подмножество {\displaystyle \Omega }, то объём vol(E) области E может быть дополнен взвешенным объёмом
{\displaystyle \int _{E}w(x)\ dx}.

### Взвешенное среднее
Если {\displaystyle \Omega } имеет конечный ненулевой взвешенный объём, то можно заменить невзвешенное среднее
{\displaystyle {\frac {1}{\mathrm {vol} (\Omega )}}\int _{\Omega }f(x)\ dx}
на взвешенное среднее
{\displaystyle {\frac {\int _{\Omega }f(x)\ w(x)dx}{\int _{\Omega }w(x)\ dx}}}

### Скалярное произведение
Если {\displaystyle f:\Omega \to {\mathbb {R} }} и {\displaystyle g:\Omega \to {\mathbb {R} }} — две функции, в дополнение в невзвешенному скалярному произведению
{\displaystyle \langle f,g\rangle :=\int _{\Omega }f(x)g(x)\ dx}
можно ввести взвешенное скалярное произведение
{\displaystyle \langle f,g\rangle :=\int _{\Omega }f(x)g(x)\ w(x)dx}
(См. также ортогональность)